# The Lost Thing
 (juillet 2025).
Pour plus de détails, voir Fiche technique et Distribution.
The Lost Thing un court-métrage d'animation d'Andrew Ruhemann et Shaun Tan adapté de son propre livre illustré et récompensé par l'Oscar du meilleur court-métrage d'animation en 2011.

## Fiche technique
- Titre : The Lost Thing
- Réalisation : Andrew Ruhemann et Shaun Tan
- Scénario : Shaun Tan
- Musique : Michael Yezerski
- Montage : Leo Baker
- Production : Sophie Byrne
- Société de production : Highly Spirited et Passion Pictures Australia
- Pays :  Australie et  Royaume-Uni
- Genre : Animation et science-fiction
- Durée : 15 minutes
- Dates de sortie : 
  - Australie : 3 juin 2010 (Festival du film de Sydney)

## Distribution
- Tim Minchin (VF : Waléry Doumenc) : le narrateur